# Линкольн (округ, Канзас)
Ли́нкольн (англ. Lincoln County) — округ в США, штате Канзас. По состоянию на 2010 год, численность населения составляла 3 241 человек. Был образован 26 февраля 1867 года, получил своё название по имени шестнадцатого президента США Авраама Линкольна.

## География
По данным Бюро переписи США, общая площадь округа равняется 1 865 км², из которых 1 862 км² суша и 3 км² или 0,15 % это водоёмы.

### Соседние округа
- Митчелл (Канзас) — север
- Оттава (Канзас) — восток
- Салин (Канзас) — юго-восток
- Элсуэрт (Канзас) — юг
- Расселл (Канзас) — запад
- Осборн (Канзас) — северо-запад

## Демография
По данным переписи населения 2000 года в округе проживает 3 578 жителей в составе 1 529 домашних хозяйств и 1 039 семей. Плотность населения составляет 2 человека на км². На территории округа насчитывается 1 853 жилых строения, при плотности застройки 1 строение на км². Расовый состав населения: белые — 98,30 %, афроамериканцы — 0,11 %, коренные американцы (индейцы) — 0,48 %, азиаты — 0,11 %, представители других рас — 0,25 %, представители двух или более рас — 0,75 %. Испаноязычные составляли 1,03 % населения независимо от расы.
В составе 27,10 % из общего числа домашних хозяйств проживают дети в возрасте до 18 лет, 58,10 % домашних хозяйств представляют собой супружеские пары проживающие вместе, 6,40 % домашних хозяйств представляют собой одиноких женщин без супруга, 32,00 % домашних хозяйств не имеют отношения к семьям, 29,60 % домашних хозяйств состоят из одного человека, 16,40 % домашних хозяйств состоят из престарелых (65 лет и старше), проживающих в одиночестве. Средний размер домашнего хозяйства составляет 2,29 человека, и средний размер семьи 2,81 человека.
Возрастной состав округа: 23,50 % моложе 18 лет, 5,50 % от 18 до 24, 22,90 % от 25 до 44, 24,60 % от 45 до 64 и 23,50 % от 65 и старше. Средний возраст жителя округа 44 года. На каждые 100 женщин приходится 96,20 мужчин. На каждые 100 женщин старше 18 лет приходится 92,40 мужчин.
Средний доход на домохозяйство в округе составлял 30 893 USD, на семью — 36 538 USD. Среднестатистический заработок мужчины был 24 681 USD против 20 000 USD для женщины. Доход на душу населения был 15 788 USD. Около 7,30 % семей и 9,70 % общего населения находились ниже черты бедности, в том числе — 11,70 % молодёжи (тех кому ещё не исполнилось 18 лет) и 10,00 % тех кому было уже больше 65 лет.